# Mattias Falck
Mattias Falck (né Mattias Karlsson le 7 septembre 1991) est un pongiste suédois.

## Carrière
Il a participé aux Jeux olympiques d'été de 2016 dans l'équipe de Suède, et a remporté deux médailles aux championnats d'Europe de 2016, une médaille d'argent en double mixte, et une médaille de bronze en double messieurs.
Il remporte le championnat national de Suède avec son club de Halmstad BTK en 2018.
Il est vice-champion du monde en 2019, finaliste face à Ma Long, en ayant comme entraîneur l'ancien champion du monde Jörgen Persson.
Il fait ensuite partie de l'équipe de Suède médaillée de bronze aux Championnats d'Europe de tennis de table 2021 à Cluj.
Il évolue dans le championnat allemand dans le club de Wolfsburg.
Il s'impose en août 2023 contre Sora Matsushima 4-2 en finale du WTT Contender de Rio de Janeiro.

## Palmarès

### Championnats du monde
- Championnats du monde 2021 à Houston,  États-Unis
  -  Médaille d'or en double messieurs
- Championnats du monde 2019 à Budapest,  Hongrie
  -  Médaille d'argent en simple messieurs
- Championnats du monde 2018 à Halmstad,  Suède
  -  Médaille de bronze par équipes

### Championnats d'Europe
- Championnats d'Europe 2022 à Munich,  Allemagne
  -  Médaille d'or en double messieurs
- Championnats d'Europe 2011 à Gdańsk/Sopot,  Pologne
  -  Médaille d'argent par équipes
- Championnats d'Europe 2012 à Herning,  Danemark
  -  Médaille d'argent en double messieurs
- Championnats d'Europe 2016 à Budapest,  Hongrie
  -  Médaille d'argent en double mixtes
- Championnats d'Europe 2018 à Alicante,  Espagne
  -  Médaille d'argent en double messieurs
- Championnats d'Europe 2015 à Iekaterinbourg,  Russie
  -  Médaille de bronze en double messieurs
- Championnats d'Europe 2016 à Budapest,  Hongrie
  -  Médaille de bronze en double messieurs
- Championnats d'Europe 2019 à Nantes,  France
  -  Médaille de bronze par équipes
- Championnats d'Europe 2020 à Varsovie,  Pologne
  -  Médaille de bronze en simple messieurs
- Championnats d'Europe 2021 à Cluj-Napoca,  Roumanie
  -  Médaille de bronze par équipes
- Championnats d'Europe 2022 à Munich,  Allemagne
  -  Médaille de bronze en simple messieurs